# Asilus baikalensis
Asilus baikalensis là một loài ruồi trong họ Asilidae. Asilus baikalensis được Becker trong Becker & Schnabl miêu tả năm 1926. Loài này phân bố ở vùng Cổ Bắc giới.